# Andrei Skvaruk
Andrei Skvaruk (Ucrania, 9 de marzo de 1967) es un atleta ucraniano, especializado en la prueba de lanzamiento de martillo en la que llegó a ser subcampeón mundial en 1997.

## Carrera deportiva
En el Mundial de Atenas 1997 ganó la medalla de plata en el lanzamiento de martillo, con una marca de 81.46 metros, quedando en el podio tras el alemán Heinz Weis y por delante del ruso Vasiliy Sidorenko.